# Where’s the Revolution
Where’s the Revolution – pierwszy singel brytyjskiej grupy muzycznej Depeche Mode, promujący ich czternasty album, zatytułowany Spirit. Singel został wydany w dzień 20. rocznicy innego singla grupy – „Barrel of a Gun”. Światowa premiera singla odbyła się w Trójce – Polskie Radio Program III.

## Lista utworów
- Digital download[3]

1. „Where’s the Revolution” – 4:59

## Twórcy
Depeche Mode
- David Gahan – wokal prowadzący
- Martin Gore – syntezator, gitara, chórki
- Andrew Fletcher – syntezator, chórki

Pozostali
- James Ford – perkusja

Personnel
- Martin Gore – kompozytor, twórca tekstu
- James Ford – mikser, producent
- Matrixxman, Kurt Uenala – programowanie
- Jimmy Robertson – inżynier, mikser
- Connor Long, Oscar Munoz, David Schaeman, Brendan Morawski – asysteńci inżynierii
- Brian Lucey – mastering

## Notowania
| Lista (2017)                                | Najwyższa pozycja |
| ------------------------------------------- | ----------------- |
| Francja (Top 200 Singles)                   | 28                |
| Hiszpania (Top 50 Singles)                  | 24                |
| Niemcy (Top 100 Singles)                    | 29                |
| Szwajcaria (Singles Top 100)                | 57                |
| Węgry (Single (track) Top 40 lista)         | 4                 |
| Polska (Lista przebojów Programu Trzeciego) | 1                 |